# East Pennard
East Pennard is een civil parish in het bestuurlijke gebied Mendip, in het Engelse graafschap Somerset met 348 inwoners.

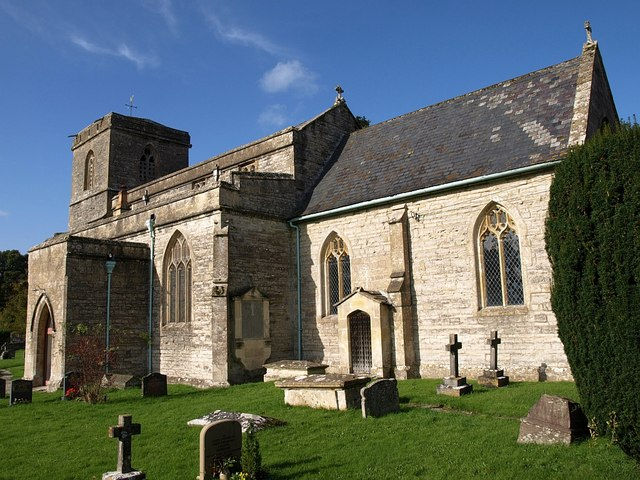
All Saints